# ديرون نيكس
ديرون نيكس (بالإنجليزية: Dyron Nix)‏ مواليد 11 فبراير 1967 في ميريديان - الوفاة 15 ديسمبر 2013، كان لاعب كرة سلة أمريكي. بدأ مسيرته الاحترافية في سنة 1989. تم اختياره من قبل فريق شارلوت هورنتس خلال الدرافت. حمل الرقم 23. بلغ طوله 6 قدم 7 بوصة (2.0 م). اعتزل اللعب في 2000.

## المسيرة الاحترافية
لعب مع إنديانا بايسرز في موسم 1989–1990، ثم لعب مع بالونكيستو مالقا في الدوري الإسباني في موسم 1991–1992، ثم لعب مع مكابي تل أبيب لكرة السلة في موسم 1992–1993، ثم لعب مع نادي بلد الوليد لكرة السلة في الدوري الإسباني في سنة 1993، ثم لعب مع جوفينتوت بادالونا في سنة 1994، ثم لعب مع نادي بيناس ويسكا لكرة السلة في الدوري الإسباني في موسم 1994–1995.

## روابط خارجية
- ديرون نيكس على موقع إن بي أي (الإنجليزية)
- ديرون نيكس على موقع سبورتس رفرنس (الإنجليزية)
- ديرون نيكس على موقع الدوري الإسباني لكرة السلة (الإسبانية)
- ديرون نيكس على موقع كرة السلة الأوروبية.كوم (الإنجليزية)
- ديرون نيكس على موقع كلية كرة السلة في سبورتس رفرنس.كوم (الإنجليزية)
- ديرون نيكس على موقع ريلجم (الإنجليزية)
- ديرون نيكس على موقع بروبوليرز (الإنجليزية)
- ديرون نيكس على موقع سبورتس رفرنس (الإنجليزية)